# Karam Karam
Pour les articles homonymes, voir Karam.
Karam Karam (arabe : كرم كرم), né à Khiam en 1943, est un homme politique et un gynécologue libanais.
Originaire du Sud du Liban, il se fait connaître pour sa grande proximité avec la famille Assad au pouvoir en Syrie. Cette proximité lui permet d’être nommé en 1998 ministre de la Santé au sein du gouvernement de Salim El-Hoss, pour devenir depuis, une constante dans les compositions ministérielles libanaises.
Il renonça à se présenter aux élections législatives de 2000, ce qui lui facilite sa réintégration au gouvernement de Rafiq Hariri en novembre 2000, comme ministre du Tourisme.
Après le remaniement ministériel de 2003, il devient ministre d’État sans portefeuille, un poste qu’il conserve au sein du gouvernement d’Omar Karamé (2004-2005).
En 2002, il se déclare candidat au poste de directeur général de l’Organisation mondiale de la santé, mais faute de soutiens, il n’est pas élu.
Éloigné de la scène politique libanaise après les événements politiques qui ont vu la fin de l’emprise syrienne sur le pays, son nom réapparaît en automne 2006 comme candidat de la Syrie au poste de directeur général de l’OMS, bien qu’il soit libanais. Le ministre libanais de la Santé Mohammed Jawad Khalifé a décidé néanmoins, en octobre 2006, de soutenir sa candidature en tant que candidat du Liban. Cependant, une nouvelle fois, cette candidature ne se concrétise pas.